# 산 카를로 알 코르소 교회 (밀라노)
산 카를로 알 코르소 교회(San Carlo al Corso)는 이탈리아 롬바르디아 지방의 밀라노 도심부에 위치한 신고전주의 양식의 로마 가톨릭교회이다. 코르소 비토리오 에마누엘레 2세 (Corso Vittorio Emanuele II) 바로 옆 산 카를로 광장에 위치해 있다.

## 역사
지금의 교회 부지는 일찍이 1290년경 세르비테 수도회 소속 수도원이 자리해 있던 구역으로 산타 마리아 데이 세르비 교회가 이곳에 위치해 있었다. 산타 마리아 데이 세르비 교회와 수도원은 피아멘기노 (Fiammenghino)가 그린 프레스코화와 잔 파올로 로마초, 페데리코 마카니, 다니엘레 크레스피의 그림으로 장식되어 있었다. 세르비테 수도회의 수도원은 1799년 나폴레옹 전쟁 시기에 폐쇄되었다. 바로 근처에는 산 피에트로 올 오르토 교회와 산 조르조 알라 노체타 교회 (산 조르조 알라만노 교회의 전신)라는 조그마한 교구 교회도 자리해 있었다.
19세기에 이르러 밀라노에 근대적인 도시계획을 도입하려는 움직임 속에서, 밀라노시는 두오모 광장에서 산 바빌라 광장까지 선형대로를 조성하고자 하였다. 이에 교구장 자친토 아마티(Giacinto Amati, 건축가 카를로의 형제)의 승인을 받아 옛 건물을 철거하고, 밀라노의 대주교였던 성 카를로 보로메오에게 헌정하는 교회를 새로 더 크게 짓게 되었다. 새 교회는 최근 콜레라가 종식된 데에 감사하는 마음으로 지어졌는데, 마침 교회를 헌정하는 보로메오 대주교 역시 1576년 밀라노에서 흑사병이 창궐했을 때의 공로로 존경을 받은 인물이라는 점에서 맞닿아 있었다. 1838년에는 회랑의 철거 공사가 이루어졌으며, 시 당국은 부지 매입에 3만 리라의 예산을 투입하였다. 다만 교회 운영을 위해 기부금도 함께 접수되었다.
교회 외관은 1844년 카를로 아마티가 설계하였으며 1847년에 완공되었다. 교회 설계에 있어 대표적으로 모델로 삼은 것은 로마의 판테온이었다. 카를로 아마티는 광장 주변의 열주와 주랑현관도 설계하였는데 이 광장 자체는 상점과 가판대를 수용하기 위한 공간이었다. 본 제단 옆에는 두 개의 예배당을 두었는데, 하나는 '슬퍼하는 성모' (Virgine Addolorata)에 헌정되어 산타 마리아 데이 세르비에 교회에서 가져온 조각상이 세워졌고, 다른 하나는 조반니 안젤로 포로를 축복하는 의미에서 헌정되어 옛 교회의 제단을 두었다. 입구 옆에는 두 개의 예배당이 두었는데, 하나는 세례당이고 다른 하나는 십자가를 건 예배당이다. 후진의 천장부에는 안젤로 인간니가 그린 프레스코화인 〈신앙과 희망과 자선의 알레고리를 뒤로 한 산 카를로의 영광〉이 그려져 있다.
산 카를로 알 코르소 교회는 1867년 스위스 산베르나르디노에 지어진 로톤다 교회 (Chiesa Rotonda)의 모델이 되었다. 비슷한 명칭으로 로마에는 17세기 초 바로크 양식으로 건설된 산탐브로조 에 카를로 알 코르소 교회가 있으며, 나폴리에는 똑같이 판테온의 영향을 받아 1816년 신고전주의 양식으로 건설된 산 프란체스코 디 파올라 교회가 도심부의 플레비시토 광장에 세워졌다.

## 같이 보기
- 산 카를로 알 코르소 교회 (로마)